# Hemming Halfdansson
Pour les articles homonymes, voir Hemming.
Hemming Halfdansson (tué en 837) est  « un chef très chrétien de race danoise ».

## Contexte
Hemming est sans doute le fils de Halfdan, un chef danois qui devient le vassal de Charlemagne en 807. Il appartient probablement à la famille royale danoise dont  « Hemming » est l'un des noms favoris. L'onomastique  relève le roi danois Hemming Ier qui règne de 810 à 812 et  Hemming [II], qui est rappelé au Danemark de Francie par ses  frères Harald Klak et Reginfrid après la mort de Hemming Ier. Cet Hemming est probablement la même personne que Hemming Halfdansson. Il revient sans doute de Francie, 
puisqu'il n'y a aucune trace antérieure de lui dans la politique danoise, après que ses frères aient été chassés par les fils de  Godfrid en 813.
Il est probable que Hemming ait reçu des Francs en donation Walcheren, une forteresse en Frise, comme bénéfice, qui avait été peut-être déjà été détenue antérieurement par son père. Il la reçoit certainement en 841 des Danois Harald et Rorik. Il est tué au côté du comte franc Eccihard, en la défendant contre une attaque des  Vikings en 837. Probablement corresponsable de la défense de la Frise avec le comte Eccihard contre les Vikings, comme l'indique un capitulaire de 821 qui se réfère aux  « comtes qui sont  responsables de la défense côtière ». Si Hemming apparait comme le supérieur, comme Thégan de Trèves l'indique dans son Gesta Hludowici imperatoris, un récit du règne de  Louis le Pieux, dans lequel il le nomme en premier lorsqu'il rapporte sa mort, suivi par  « un autre chef, Eccihard, et de nombreux nobles de l'empereur ». Selon une autre possibilité, Hemming aurait été un courtisan envoyé par l'empereur afin de soutenir le chef local, Eccihard.